# Парантроп
Парантроп (Paranthropus) — рід викопних людиноподібних гомінід, близьких до австралопітеків. Виявлені в Південній і Східній Африці: Кообі-Фора, Олдувай, Локалки і в багатьох інших місцях розкопок.
Залишки парантропів можуть бути датовані періодом від 2,5 до 1 млн років. Залишки черепа Paranthropus robustus були вперше знайдені в 1938 році школярем Ґертом Тербланшем в Кромдраай Б (70 км на південний захід від Преторії). Роберт Брум з Трансваальського музею описав його як новий вид. Приблизна оцінка давності залишків — 1,95 мільйонів років.
Найбільший за розміром вид — парантроп Бойса.
Відповідно до сучасних уявлень про еволюцію, рід Парантроп (разом із родом Люди (Homo)) є нащадками роду Австралопітеків (Australopithecus). Таким чином, парантропи відносно сучасних людей є вимерлою сестринською групою, хоча остаточно вирішеним питання про співвідношення цих груп між собою та іншими можливими вимерлими родами приматів поки (на 2010 рік) не вважається. Причому парантропи мають парафілетичне походження. Парантроп Бойса є нащадком парантропа ефіопського, який, у свою чергу, походить від  австралопітека Australopithecus afarensis. Paranthropus robustus походить від австралпітека африканського (Australopithecus africanus).

## Викопні рештки та їх дослідження
За колишнім уявленням, великі зуби і масивні щелепи парантропів, а також добре розвинений сагітальний гребінь, що служив для кріплення потужних жувальних м'язів свідчать про харчування грубої рослинною їжею. Однак проведені дослідження змусили переглянути цей погляд. Судячи по співвідношенню вмісту ізотопів вуглецю в зубній емалі представників парантропа Бойса, основну частину їх рослинної їжі становили трав'янисті рослини . Крім того, співвідношення вмісту стронцію і кальцію свідчить на користь того, що Парантропи, можливо, споживали в їжу більше м'яса, ніж найдавніші представники Homo. Однак результати слід інтерпретувати з обережністю через малі розміри вибірки для Homo .
Немає жодних доказів виготовлення парантропом знарядь праць, хоча і не доведено також, що вони не були здатні їх виготовляти.
Жив Парантроп в напівпосушливих саванах, з лісами по берегах річок і озер.